# 深澳岬角
深澳岬角，舊名番仔澳，是位於臺灣新北市瑞芳區深澳漁港旁的海岬。

## 地形
該岬岩長約800公尺、高約81至35公尺之間。是受東北季風影響、以及地質軟硬不同造成差異侵蝕的海蝕平台，有喚作「印地安人酋長岩」、「象鼻岩」等各類奇岩怪石。九二一地震後，不少原本矗立崖邊的蕈狀岩被震斷，只剩底部。
象鼻岩於2023年12月16日下午13時55分被旅客發現「象鼻」斷裂，失去原有神似象鼻的景觀，原因可能是受天候影響斷裂。管理方瑞芳區公所於斷裂當天下午拉起封鎖線禁止其他人進入，該園區至同月23日重新開放。象鼻斷裂後，因形似水豚，民眾希望能將其名字改名「水豚君岩」。

## 規劃
早期此地為軍方管制區，有軍營駐守，直到2000年代中期才開放，開放後陸續受台62線快速公路的興建等因素而逐漸被外界所知。因為曾是瑞芳深澳漁港的海防重鎮，得以保留許多蕈狀岩、蜂巢石等特殊海蝕地形。與野柳性質相近，蕈狀岩地貌媲美野柳。平日常見釣客；假日多來遊客。
由於季風吹拂的等關係，海洋廢棄物會堆積在此岬一帶。也被民眾當成越野摩托車的特技練習場，破壞生態自然。核四停工後，台電曾計畫在此興建深澳發電廠的卸煤碼頭，被基隆市議員反對。
因部分地為私有地，屬三不管地帶，對練騎越野車、烤肉、製造垃圾的民眾，只用《廢棄物清理法》開罰六百元罰金。瑞芳居民向新北市政府提案納入北海岸及觀音山國家風景區，望以《文化資產保存法》達到嚇阻作用。不過在2016年因私有地主認為管制嚴影響觀光，反對成為自然保留區，遂胎死腹中，為基隆北海岸少數未納入國家級風景特定區的地帶。
雖無列入國家級風景特定區，但新北市政府於2014年公告 （页面存档备份，存于）成立瑞芳水產動植物繁殖保育區 （页面存档备份，存于），並於2021年1月1日起生效。

## 大眾反應
由行政院農業委員會漁業署舉辦的2013年「十大經典魅力漁港」網路票選活動中，深澳漁港靠著深澳岬角的奇形地質景觀因素；拿下該活動裡特色漁港組排行的首位。

## 圖集
- 印地安人酋長岩，當地人匿稱「海巡署永遠的義工」[1]。
- 象鼻岩是受海水侵蝕凹陷形成的海蝕天然拱，狀似大象長鼻深入海中[1]。曾遭人惡意塗鴉[8]。2023年12月16日因長年海水侵蝕與自然風化緣故造成崩毀，原圖示景象已不復見。
- 廢棄崗哨與深澳漁港
- 蕈狀岩與基隆山
- 深澳岬角廢棄崗哨與遠處的基隆山
- 蕈狀岩與基隆嶼
- 蕈狀岩與懸崖
- 深澳岬棒受網漁船作業中。